# 百合水库
百合水库是中国广西壮族自治区南宁市宾阳县境内的一座水库，位于郁江流域急水河上，建于1960年。水库正常库容为1219万立方米，集雨面积为54平方千米，海拔为163.94米。